# 昭和50年男
『昭和50年男』（しょうわごじゅうねんおとこ）とは、株式会社ヘリテージが発行していた情報誌。『昭和50年生まれの男性向け年齢限定マガジン』のコンセプトを掲げていた。2019年10月11日創刊。隔月刊。2025年2月10日休刊。

## 概要
昭和40年生まれの男性に向けた『昭和40年男』（2009年10月創刊）が10周年の節目を迎え、その10歳年下の兄弟誌として創刊された。男性向けと謳っているが、いわゆる成人向け雑誌ではない。
「アーケードゲーム」「家庭用ゲーム機」「ファミコン」「スーパーファミコン」などのゲーム、「コロコロコミック」「週刊少年ジャンプ」「週刊少年サンデー」「週刊少年マガジン」「コミックボンボン」などの漫画雑誌、「機動戦士ガンダム」「キン肉マン」などのアニメ、「ミニ四駆」「ゾイド」などの玩具など、いわゆるサブカルチャーが花開いた1980年代に少年期を過ごした読者のニーズに応える誌面作りとなっている。雑誌名に「男」と掲げているが、女性読者が読んでも楽しめる内容である。後述の姉妹誌「昭和45年女」も、また同様である。
創刊号・第2号までは『昭和40年男』の臨時増刊としての発売だったが、2020年2月発売の第3号から独立創刊となった。
2021年5月31日、姉妹誌『昭和45年女・1970年女』が「昭和50年男7月号増刊」として発売された（2023年5月31日発売号より誌名を『昭和45年女』に変更）。本誌より1年半遅い創刊だが、“5歳年上の姉”的視点のサブカルチャー雑誌である。
2023年1月13日、株式会社ヘリテージが株式会社クレタパブリッシングより事業譲受した。同年6月、同誌が運営する「昭和カルチャー倶楽部」有料会員制度「昭和カルチャーメイト 50年組」を発足。本誌の定期購読の他に編集部がセレクトしたグッズとブックレットがセットになって届くサービスを開始する。

## 刊行リスト
| ナンバー | 号           | 発売日         | 特集                                                 | 表紙                                                  |
| -------- | ------------ | -------------- | ---------------------------------------------------- | ----------------------------------------------------- |
| No.001   | 2019年11月号 | 2019年10月11日 | オレたちの熱源を探る時間旅行 Golden 5years 1985-1989 | ファミリーコンピュータ、スーパーマリオブラザーズ      |
| No.002   | 2020年1月号  | 2019年12月11日 | オレたちのヒーロー                                   | キン肉マン                                            |
| No.003   | 2020年3月号  | 2020年2月10日  | オレたちのMEGAMI（女神）                             | 電影少女の天野あい                                    |
| No.004   | 2020年5月号  | 2020年4月11日  | オレたちの90年代 1990-1994 5years                    | ストリートファイターII                                |
| No.005   | 2020年7月号  | 2020年6月11日  | カルチャー大変革期を突き抜けた オレたちオタク世代    | 新世紀エヴァンゲリオン                                |
| No.006   | 2020年9月号  | 2020年8月11日  | オレたちを熱狂させたブランド                         | ナイキ エアマックス95 ネオンイエロー                  |
| No.007   | 2020年11月号 | 2020年10月11日 | オレたちがハートを燃やしたSports                     | キャプテン翼                                          |
| No.008   | 2021年1月号  | 2020年12月11日 | オレたちの宝物                                       | 六神合体ゴッドマーズ                                  |
| No.009   | 2021年3月号  | 2021年2月11日  | オレたちが認めた好敵手                               | 機動戦士ガンダムのアムロ・レイ、シャア・アズナブル    |
| No.010   | 2021年5月号  | 2021年4月11日  | オレたちが遭遇した事件                               | 野茂英雄、グリコ・森永事件他                          |
| No.011   | 2021年7月号  | 2021年6月11日  | 1997年邦楽レボリューション オレたちが共鳴した音楽    | コーネリアスのアルバムFANTASMA                        |
| No.012   | 2021年9月号  | 2021年8月11日  | できるかな？いつまでも…オレたちクリエイター          | できるかな、ファミリーベーシック、ミニ四駆他          |
| No.013   | 2021年11月号 | 2021年10月11日 | オレたちのリアルなSF                                 | 攻殻機動隊の草薙素子                                  |
| No.014   | 2022年1月号  | 2021年12月10日 | オレたちに元気をくれたお菓子                         | モロッコヨーグル                                      |
| No.015   | 2022年3月号  | 2022年2月10日  | オレたちがヤラれた少年マンガ                         | うしおととら                                          |
| No.016   | 2022年5月号  | 2022年4月11日  | オレたちの心に残るせんせい                           | 武田鉄矢                                              |
| No.017   | 2022年7月号  | 2022年6月11日  | 夜9時から始まるオレたちのAMラジオ                    | 伊集院光                                              |
| No.018   | 2022年9月号  | 2022年8月10日  | オレたちがダイブした1986年のテレビゲーム             | 高橋名人                                              |
| No.019   | 2022年11月号 | 2022年10月11日 | オレたちを捕まえた動物たち                           | エリマキトカゲ                                        |
| No.020   | 2023年1月号  | 2022年12月9日  | 藤子不二雄Aがオレたちに残したもの                    | 藤子不二雄A                                           |
| No.021   | 2023年3月号  | 2023年2月11日  | 小室哲哉がオレたちにかけたマジック                   | 小室哲哉                                              |
| No.022   | 2023年5月号  | 2023年4月11日  | オレたちの逸品                                       | ハドソンジョイスティック、シュウォッチ、8センチCD 他  |
| No.023   | 2023年7月号  | 2023年6月9日   | 刻を超えてオレたちがハマるアニメ                     | 超時空要塞マクロスのVF-1 バルキリー                   |
| No.024   | 2023年9月号  | 2023年8月10日  | 映画漬けだったオレたち 1985                          | ジャッキー・チェン（ポリス・ストーリー/香港国際警察） |
| No.025   | 2023年11月号 | 2023年10月11日 | FMラジオがオレたちの青春BGM                          | 赤坂泰彦                                              |
| No.026   | 2024年1月号  | 2023年12月11日 | 集まれ！オレたちのファミっ子同窓会                   | 高橋名人・橋本名人                                    |
| No.027   | 2024年3月号  | 2024年2月9日   | オレたちが追いかけた漢 －マンガ編－                  | 北斗の拳のケンシロウとラオウ                          |
| No.028   | 2024年5月号  | 2024年4月11日  | オレたちのティーンエイジ・ガールズソング '88-'94     | プリンセス プリンセス                                 |
| No.029   | 2024年7月号  | 2024年6月11日  | オレたちのグルメ道                                   | THE3名様                                              |
| No.030   | 2024年9月号  | 2024年8月9日   | オレたちが情熱を込めた込めたプラモデル               | ダッシュ!四駆郎                                       |
| No.031   | 2024年11月号 | 2024年10月11日 | オレたちがガチで観たテレビ                           | アメリカ横断ウルトラクイズ                            |
| No.032   | 2025年1月号  | 2024年12月11日 | オレたちのRPGストーリー                              | ドラゴンクエストシリーズの宝箱とファミコンカセット    |
| No.033   | 2025年3月号  | 2025年2月10日  | オレたちが沸騰したバンドブーム '88-'91               | JUN SKY WALKER(S)                                     |